# Хажиев, Ризван Закирханович
Хажиев Ризван Закирханович (30 сентября 1939 года — 26 октября 2013 года) — журналист, писатель, кандидат филологических наук (1987), заслуженный работник культуры РБ (1993). Член Союза журналистов СССР (1969), Союза писателей РБ (1991) и РФ (1992).

## Биография
Хажиев Ризван Закирханович родился 30 сентября 1939 года в деревне Сулейманово Мечетлинского района БАССР.
Учился до 1957 года в Лемез-Тамакской средней школе. В 1959 году окончил Бакальское ремесленное училище Челябинской области, по окончании которого работал помощником машиниста паровоза. Еще учась в училище, Хажиев писал статьи в местной газете «Горняк Бакала». Служил в армии в Минске, в Венгрии. Писал статьи в военные газеты. Отслужив в армии, Ризван Хажиев вернулся в Мечетлинский район БАССР. Работал литсотрудником Мечетлинской районной газеты «Коммунист» (1963).
В 1964 году поступил на филологический факультет Башкирского государственного университета (ныне Уфимский университет науки и технологий). Окончил в 1969 году университет с отличием.
Будучи студентом, писал статьи в республиканских журналах, очерки о жизни студентов, о знаменитых людях Мечетлинского района БАССР. Защитил кандидатскую диссертацию.
Как ученый, филолог Ризван Закирханович занимался вопросами истории развития башкирской публицистики. Написал по этой теме очерки: «Юлтый — публицист», «Публицистика в письмах», «Мемуары в башкирской литературе», «Направления в развитии жанра».
По окончания университета Ризван Закирханович работал на родине директором Мелекасовской восмилетней школы, заведующим отделом культуры исполкома райсовета, заместителем редактора районной газеты.
С 1974 года работал собственным корреспондентом республиканской газеты «Совет Башкортостаны», а с 1981 года — заведующим отделом партийной жизни газеты в Уфе.
С 1987 года работал ответственным секретарем Союза журналистов БАССР. С 1990 года он — председатель Союза журналистов
БАССР.
В 1990 году Ризван Закирханович был избран народным депутатом Верховного Совета БАССР 12 созыва от Леузинского избирательного округа N226 (Кигинский район Республики Башкортостан), где работал с 1990 по 1995 годы.
С 1996 по 1997 год преподавал на кафедре журналистики Башкирского государственного университета (ныне Уфимский университет науки и технологий), был заместителем декана факультета башкирской филологии и журналистики. С октября 1997 по 2001 год работал в редакции журнала «Ватандаш» — первым заместителем главного редактора.
Скончался 26 октября 2013 года в селе Месягутово Дуванского района, похоронен в кладбище деревни Сулейманово.

## Творчество
Хажиев Ризван Закирханович — автор повестей «Кто ты, Сабир Вагапов?» («Кем һин, Сабир Ваһапов?»), «И царям непокорные…» («Батшаларға баш эймәгәнде…»), серия документальных очерков: «Иңдәрендә − илем хәстәре» (Ф.Загафуранов), «Ирәндек бөркөтө» (Ғ.Якупов), «Кинзин Баҫҡыстары» (Р.Кинзин), «Станция коменданты» (Б.Гузаиров), «Яугир, Ғалим, Гражданин» (В. Гирфанов), «Йылдар аша баш эйәбеҙ һеҙгә» (Х.Мусин, Я.Сафин, Х.Гафаров), «Тауҙар бейегән һайын» (М.Гайнуллин), «Бер туған Таһировтар» (Н. Тагиров, И. Тагиров), «Сәстәренә ҡырау ҡунһа ла» (М. Зайнетдинов), «Ерҙәге еҙҙәр» (Р.Агзамов), «Өсөнсө һулыш» (Ю. Валиев), «Заман Кулибины» (Р.Моратшин), «Ҡанлы пленум».

## Книги
- Бөйөк Татр бөркөтө. Өфө, 1981
- Әгәр мин яҙмаһам. Өфө, 1988
- Исемдәре ҡалыр йылдарҙа. Өфө, 1992
- Журналист булып ҡалам. Өфө, 199
- Кем һин Сабир Ваһапов? Өфө, 2004
- Һөләймән һәм һөләймәндәр. Өфө, 2006
- Шомло Афған тауҙары. Өфө, 1989 (соавт.)
- Башкирская публицистика 20-30-х годов. Уфа, 1998
- Помнят Высокие Татры. Уфа, 2005
- Есть такая земля — мечетлинская. Уфа, 2005.
- В погонах и без погон. Уфа. 1996 (соавт.)
- Уроки журналистского мастерства. Уфа, 1999 (соавт.)
- Мечетлинский район Республики Башкортостан. Краткая энциклопедия. Уфа. 2000 (сост.)

## Награды и звания
- Премия имени Ш. А. Худайбердина (1999)
- Премия имени Рашита Ахтари (2004).
- Почётный гражданин деревни Сулейманово.